# لیندسی گراهام
لیندسی گراهام (به انگلیسی: Lindsey Graham) (زادهٔ ۹ ژوئیه ۱۹۵۵) سناتور ایالت کارولینای جنوبی در سنای ایالات متحده آمریکا است که برای نخستین‌بار در ۳ ژانویه ۲۰۰۳ به‌عضویت این مجلس درآمد.
گراهام از سال ۱۹۸۲ تا ۱۹۸۸ در نیروهای هوایی آمریکا مشغول به کار بود و به درجهٔ کلنل رسید. او پیش از انتخاب به عنوان نمایندهٔ مجلس نمایندگان کارولینای جنوبی به عنوان وکیل به‌طور خصوصی کار می‌کرد. او یک دوره از ۱۹۹۳ تا ۱۹۹۵ در این سمت بود. او سپس از ۱۹۹۵ تا ۲۰۰۳ از حوزهٔ انتخابیه سوم کارولینای جنوبی نماینده مجلس آمریکا بود. از سال ۲۰۰۳ او سناتور ایالات متحده از کارولینای جنوبی بوده‌است.
گراهام از مهمترین بازهای جنگ‌طلب و مداخله‌گرایان است. او به خاطر تمایلش به فراحزبی بودن و کار با دمکرات‌ها در خصوص مسایلی نظیر تغییر اقلیمی، اصلاح مالیاتی، و اصلاح مهاجرتی و اعتقادش به این که نباید تنها به خاطر مواضع سیاسی نامزدهای قضاوت در دیوان عالی با آنها مخالفت کرد شناخته می‌شود. او همچنین منتقد جنبش تی پارتی، و خواهان یک حزب جمهوریخواه دربرگیرنده تر است.
گراهام در ۱۸ مه ۲۰۱۵ به‌طور غیررسمی کاندیداتوری خود را برای انتخابات ریاست جمهوری ۲۰۱۶ آمریکا اعلام کرد او در ۱ ژوئن به‌طور رسمی کاندیداتوری خود را در شهر خود سنترال، کارولینای جنوبی اعلام کرد و در ۲۱ دسامبر همان سال از ادامهٔ رقابت کنار کشید.

گراهام از سال ۲۰۱۹ تا ۲۰۲۱ ریاست کمیته قضایی سنا را بر عهده داشت.

## اوان زندگی
گراهام در سنترل، کارولینای جنوبی، که پدر و مادرش میلی و فلورنس جیمز گراهام در آن یک رستوران-بار-باشگاه بیلیارد و فروشگاه مشروبات الکلی به نام «کافه سنیتری» را اداره می‌کردند به دنیا آمد. گراهام نخستین عضوی از خانواده اش بود که به دانشگاه رفت و به سپاه تربیت افسران ذخیره پیوست. ۲۱ ساله بود که مادرش در ۵۲ سالگی در اثر لنفوم هوچکین در گذشت و پدرش ۱۵ ماه بعد در ۶۹ سالگی درگذشت. از آنجا که خواهر ۱۳ ساله اش یتیم شده بود، اجازه یافت در دانشگاه کارولینای جنوبی در کلمبیا تحصیل کند تا نزدیک خانه باشد و از خواهرش، که سرپرستیش را تقبل کرده بود، مراقبت کند.
او در سال ۱۹۷۷ با مدرک لیسانس روانشناسی از دانشگاه کارولینای جنوبی فارغ‌التحصیل شد و در سال ۱۹۸۱ از مدرسه حقوق دانشگاه کارولینای جنوبی جی.دی. دریافت کرد.
گراهام هرگز ازدواج نکرده و فرزندی ندارد.

## نظامی گری
پس از فارغ‌التحصیلی گراهام در سال ۱۹۸۲ به عنوان قاضی نظامی به نیروی هوایی ایالات متحده آمریکا پیوست. در ۱۹۸۴ به وظیفهٔ فعال گماشته شد و به عنوان دادستان و وکیل نظامی به اروپا فرستاده شد و در یک پایگاه هوایی در فرانکفورت، آلمان مشغول به کار شد.

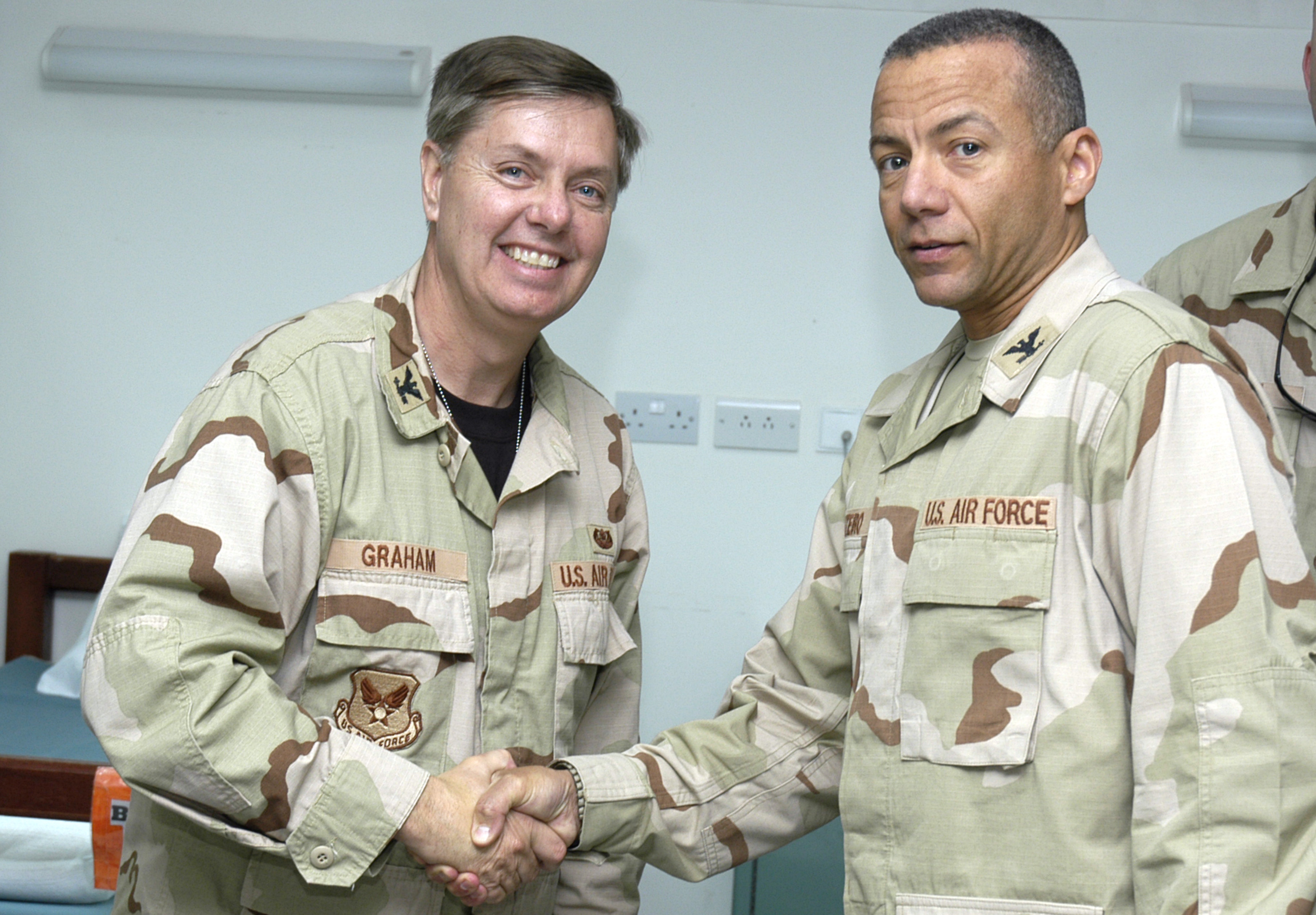
در حال دریافت تقدیر از نیروی هوایی

در سال ۲۰۰۴ در مراسمی در کاخ سفید توسط رئیس‌جمهور جرج دبلیو بوش به درجه سرگرد در نیروی هوایی ذخیره آمریکا ارتقاء یافت.
گراهام در مقاطعی کوتاه در آوریل و اوت ۲۰۰۷ به عنوان ذخیره در وظیفهٔ فعال در عراق به کار گرفته شد و در زمینه امور بازداشت شدگان و حکومت قانون فعالیت کرد. او همچنین در دوره تعطیلی سنا در سال ۲۰۰۹ در افغانستان فعالیت کرد.

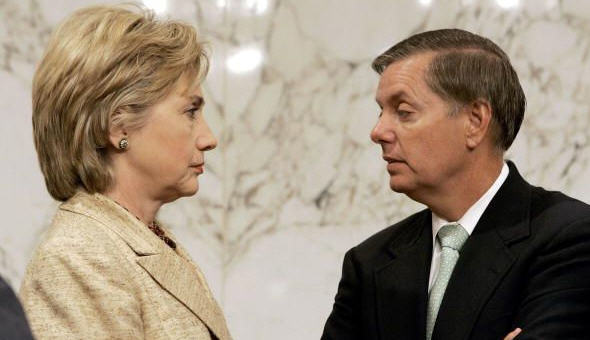
به همراه سناتور سابق هیلاری کلینتون

## نظرات
او در یکی از برنامه‌های شبکه «فاکس نیوز» به نام «فاکس و دوستان» درحالی که با حالتی شوخ طبعانه می‌خندید گفته بود که «اسفناک» خواهد بود اگر آزمایش‌های دی ان ای نشان دهد اصل و نسب او ایرانی است.

### مدل خلع سلاح هسته‌ای لیبی
گراهام در جریان نشست خبری در ۱۷ فوریه ۲۰۲۵ در تل‌آویو گفت: «دو گزینه در مورد برنامه هسته‌ای ایران وجود دارد؛ یا به اسرائیل باید کمک کرد تا تاسیسات هسته‌ای ایران را بمباران کند و او این مسیر را ترجیح می‌دهد و یا گزینه مذاکرات است که مقامات ایرانی را قانع کرد که "جاه‌طلبی‌های هسته‌ای"  خود را کنار بگذارند.» او در ارتباط با گزینه دوم توضیح داد اگر حکومت ایران مسیر مذاکره را انتخاب کند باید برای آن زمان مشخصی تعیین شود. این سناتور سنا "مدل خلع سلاح هسته‌ای لیبی" را پیشنهاد کرد که از نظر "دیپلماتیک" هم مورد قبول جامعه بین‌الملل است. "مدل لیبی" شامل تخریب کامل زیرساخت‌های هسته‌ای و دست کشیدن از جمع‌آوری اورانیوم غنی‌سازی‌شده است.